# Campionats del món de ciclocròs de 2013
Els Campionats del món de ciclocròs de 2013 van ser la 64a edició dels Campionats del món de ciclocròs. Les proves tingueren lloc el 2 de febrer de 2013 a Louisville, Estats Units. Aquesta és la primera vegada que els Campionats es disputen fora d'Europa.
Els campionats foren dominats per Bèlgica i els Països Baixos, que s'endugueren 9 de les 12 medalles.

## Organització
Els Campionats del món estan organitzats sota els auspicis de la Unió Ciclista Internacional. En un primer moment el programa estava preparat per disputar-se en dos dies, el 2 i 3 de febrer, però degut a l'augment del nivell de l'aigua del riu Ohio a Beargrass Creek, que estava previst inundessin les parts baixes del circuit el matí del 3 de febrer, l'UCI va decidir el divendres 1 de febrer celebrar totes les curses del dissabte 2 de febrer.
Els horaris de les diferents proves, en l'hora local són: 
Dissabte 2 de febrer
- 9h 45': Júniors
- 11h 00': Sub-23
- 12h 30': Dones elit
- 14h 30': Homes elit

## Resultats

### Homes
| Proves  | Or                         | Plata                  | Bronze                  |
| Elit    | Sven Nys (BEL)             | Klaas Vantornout (BEL) | Lars van der Haar (NED) |
| Sub-23  | Mike Teunissen (NED)       | Wietse Bosmans (BEL)   | Wout van Aert (BEL)     |
| Júniors | Mathieu van der Poel (NED) | Martijn Budding (NED)  | Adam Toupalik (CZE)     |

### Dones
| Prova | Or                 | Plata                   | Bronze                      |
| Elit  | Marianne Vos (NED) | Katherine Compton (USA) | Lucie Chainel-Lefèvre (FRA) |

## Classificacions

### Cursa masculina
| Pos.   | Ciclista            | País          | Temps      |
| ------ | ------------------- | ------------- | ---------- |
| Or     | Sven Nys            | Bèlgica       | 1h 05' 35" |
| Argent | Klaas Vantornout    | Bèlgica       | + 2"       |
| Bronze | Lars van der Haar   | Països Baixos | + 25"      |
| 4.     | Bart Wellens        | Bèlgica       | + 41"      |
| 5.     | Philipp Walsleben   | Alemanya      | + 44"      |
| 6.     | Julien Taramarcaz   | Suïssa        | + 44"      |
| 7.     | Radomír Šimůnek jr  | Txèquia       | + 1' 15"   |
| 8.     | Niels Albert        | Bèlgica       | + 1' 19"   |
| 9.     | Thijs van Amerongen | Països Baixos | + 1' 31"   |
| 10.    | Martin Bína         | Txèquia       | + 1' 31"   |

### Cursa femenina
| Pos.   | Ciclista              | País          | Temps    |
| ------ | --------------------- | ------------- | -------- |
| Or     | Marianne Vos          | Països Baixos | 44' 00"  |
| Argent | Katherine Compton     | Estats Units  | + 1' 34" |
| Bronze | Lucie Chainel-Lefèvre | França        | + 2' 10" |
| 4.     | Kateřina Nash         | Txèquia       | + 2' 12" |
| 5.     | Sanne van Paassen     | Països Baixos | + 2' 15" |
| 6.     | Eva Lechner           | Itàlia        | + 2' 17" |
| 7.     | Jasmin Achermann      | Suïssa        | + 2' 36" |
| 8.     | Sabrina Stultiens     | Països Baixos | + 3' 06" |
| 9.     | Ellen Van Loy         | Bèlgica       | + 3' 18" |
| 10.    | Kaitlin Antonneau     | Estats Units  | + 3' 19" |

### Cursa sub-23
| Pos.   | Ciclista                | País          | Temps    |
| ------ | ----------------------- | ------------- | -------- |
| Or     | Mike Teunissen          | Països Baixos | 48' 40"  |
| Argent | Wietse Bosmans          | Bèlgica       | + 14"    |
| Bronze | Wout van Aert           | Bèlgica       | + 22"    |
| 4.     | Tijmen Eising           | Països Baixos | + 35"    |
| 5.     | Jens Adams              | Bèlgica       | + 38"    |
| 6.     | Laurens Sweeck          | Bèlgica       | + 54"    |
| 7.     | Michiel van der Heijden | Països Baixos | + 1' 05" |
| 8.     | Michael Vanthourenhout  | Bèlgica       | + 1' 15" |
| 9.     | Corné van Kessel        | Països Baixos | + 1' 29" |
| 10.    | Gianni Vermeersch       | Bèlgica       | + 1' 34" |

### Cursa júnior
| Pos.   | Ciclista             | País          | Temps    |
| ------ | -------------------- | ------------- | -------- |
| Or     | Mathieu van der Poel | Països Baixos | 40'47"   |
| Argent | Martijn Budding      | Països Baixos | + 57"    |
| Bronze | Adam Toupalik        | Txèquia       | + 1' 19" |
| 4.     | Logan Owen           | Estats Units  | + 1' 23" |
| 5.     | Nicolas Cleppe       | Bèlgica       | + 1' 25" |
| 6.     | Dominic Grab         | Suïssa        | + 1' 33" |
| 7.     | Yannick Peeters      | Bèlgica       | + 1' 38" |
| 8.     | Quinten Hermans      | Bèlgica       | + 1' 47" |
| 9.     | Ben Boets            | Bèlgica       | + 2' 02" |
| 10.    | Léo Vincent          | França        | + 2' 33" |

## Medaller
| Pos. | País          | Or | Plata | Bronze | Total |
| 1    | Països Baixos | 3  | 1     | 1      | 5     |
| 2    | Bèlgica       | 1  | 2     | 1      | 4     |
| 3    | Estats Units  | 0  | 1     | 0      | 1     |
| 4    | França        | 0  | 0     | 1      | 1     |
| 4    | Txèquia       | 0  | 0     | 1      | 1     |